# Himmelreich (Naturschutzgebiet)
Das Naturschutzgebiet Himmelreich liegt im Vogtlandkreis in Sachsen. Es erstreckt sich westlich und südwestlich von Heinersgrün, einem Ortsteil der Gemeinde Weischlitz, entlang der westlich verlaufenden Landesgrenze zu Bayern. Am nördlichen Rand des Gebietes verläuft die A 72 und westlich die A 93, beide bilden das westlich gelegene Autobahndreieck Hochfranken. Südlich schließt sich direkt das 89 ha große Naturschutzgebiet An der Ullitz an, unweit nördlich erstreckt sich das 50 ha große Naturschutzgebiet Pfarrwiese.

## Bedeutung
Das 47 ha große Gebiet mit der NSG-Nr. C 67 wurde im Jahr 1994 unter Naturschutz gestellt.